# لئونید بانیوویچ
لئونید بانیوویچ (انگلیسی: Leonid Bunimovich؛ زادهٔ ۱ اوت ۱۹۴۷) دانشمند در زمینه سامانه پویا اهل ایالات متحده آمریکا است.